# Sutukonding
Sutukonding (Namensvariante: Sutuko) ist eine Ortschaft im westafrikanischen Staat Gambia.
Nach einer Berechnung für das Jahr 2013 leben dort etwa 2092 Einwohner, das Ergebnis der letzten veröffentlichten Volkszählung von 1993 betrug 1512.

## Geographie
Sutukonding liegt am nördlichen Ufer des Gambia-Flusses in der Upper River Region, Distrikt Wuli. Der Ort liegt zwischen dem Gambia-Fluss und der North Bank Road rund 0,9 Kilometer nördlich von Taibatou. Die nächste größere Ortschaft südlich in rund 10 Kilometern ist Basse Santa Su, der Sitz der Verwaltungseinheit Upper River Region.